# Нур-Рана
Нур-Рана (норв. Nord-Rana) — бывшая коммуна в фюльке Нурланн, Норвегия. Административным центром коммуны был Иттерен.
Коммуна была образована отделением от города Му-и-Рана 1 января 1923 года. Население новой коммуны составляло 1 305 жителей.
1 января 1964 года Нур-Рана была объединена с городом Му-и-Рана и частями коммун Сёр-Рана и Несна и образовала новую коммуну Рана.
Перед объединением население Нур-Раны составляло 11 636 жителей.